# Ferdinand Tille
Ferdinand Tille (* 8. Dezember 1988 in Mühldorf am Inn) ist ein ehemaliger deutscher Volleyballspieler.

## Karriere

### Verein
1999 begann Ferdinand Tille mit dem Volleyball in seinem Geburtsort beim TSV Mühldorf. Als Fünfzehnjähriger wechselte er zum SV Lohhof in die 2. Bundesliga Süd. Der Libero spielte anschließend noch eine Saison beim VCO Bayern Kempfenhausen unter Trainer Peter Meyndt, ehe ihn Mihai Paduretu zu Generali Haching holte. 2006/07 hatte Tille seinen ersten Einsatz in der ersten Bundesliga. Nach dem vierten Platz 2006/07 und dem dritten Rang 2007/08 wurde der Libero mit Haching in der Saison 2008/09 Vizemeister.
2009 gewann Tille mit Generali Haching den DVV-Pokal. In der folgenden Saison gelang dem Verein die Titelverteidigung im Pokalwettbewerb. In den Finalspielen der Bundesliga-Saison 2009/10 gelang es Tille mit Haching zwar, dem amtierenden Meister VfB Friedrichshafen nach über drei Jahren die erste nationale Heimniederlage beizubringen, die Meisterschaft gewann jedoch das Team vom Bodensee.
Durch ein 3:2 gegen den amtierenden Meister Friedrichshafen gewann Tille in der Saison 2010/11 mit Haching zum dritten Mal in Folge den DVV-Pokal. Anschließend wechselte der Libero zum französischen Klub Arago de Sète. Nach anderthalb Jahren kehrte er 2013 zurück zu Generali Haching. Nach dem Aus der Hachinger ging er 2014 zum polnischen Meister Skra Bełchatów. 2015 kehrte Tille zurück nach Deutschland zum Bundesligisten TSV Herrsching. Im Sommer 2023 beendete Tille seine Profikarriere.

### Nationalmannschaft
2009 berief ihn  Bundestrainer Raúl Lozano in die deutsche Nationalmannschaft. Mit Tille als Libero gewann Deutschland in der Europaliga 2009 mit einem 3:2-Erfolg im Finale über den amtierenden Europameister Spanien zum ersten Mal den Titel. Im gleichen Jahr wurde die Nationalmannschaft bei der Europameisterschaft Sechster.
Bei der Weltmeisterschaft 2010 in Italien erreichte die Nationalmannschaft mit Tille als Libero den achten Platz, die beste Platzierung einer deutschen Mannschaft seit 1974. Ferdinand Tille wurde von der FIVB als „bester Libero“ des Turniers und mit einer Prämie in Höhe von 15.000 US-Dollar ausgezeichnet. Der Hachinger war der einzige Deutsche, der bei dieser WM als herausragender Spieler einer Kategorie geehrt wurde.
Bei der WM in Polen gewann Tille mit der Nationalmannschaft die Bronzemedaille. Die Europaspiele 2015 in Baku schloss er mit der Nationalmannschaft mit der Goldmedaille ab.

## Privates
Ferdinand Tille hat eine jüngere Schwester und zwei jüngere Brüder. Mit ihrem Vater Joachim Tille als Trainer gewannen Leonhard und Johannes die deutsche U16-Meisterschaft 2010 in ihrem Heimatort.